# Elecciones estatales de Coahuila de 1996
Las elecciones estatales de Coahuila de 1996 se llevó a cabo el domingo 3 de noviembre de 1996, y en ellas se renovaron los cargos de elección popular en el estado de Coahuila: Rumbo a las elecciones 1997.
- 38 Ayuntamientos: Compuestos por un Presidente Municipal y regidores, electo para un período de tres años, no reelegibles en ningún período inmediato.
- 32 Diputados al Congreso del Estado. Electos por mayoría de cada uno de los 20 Distritos Electorales y 12 de Representación proporcional.

## Ayuntamientos
|  | 36.75 % |

|  | 44.53 % |

|  | 8.45 % |

|  | 3.35 % |

|  | 2.23 % |

|  | 0.50 % |

|  | 1.08 % |

|  | 0.30 % |

|  | 0.15 % |

|  | 97.34 % |

|  | 2.49 % |

|  | 52.83 % |

|  | 47.17 % |

#### Ayuntamiento de Saltillo
|  | 43.75 % |

|  | 41.43 % |

|  | 4.53 % |

|  | 6.79 % |

|  | 1.47 % |

|  | 0.84 % |

|  | 0.39 % |

|  | 0.45 % |

|  | 0.36 % |

|  | 98.25 % |

|  | 1.75 % |

|  | 49.10 % |

|  | 50.90 % |

El candidato panista Manuel López Villarreal sobrino del exalcalde Rosendo Villarreal (1990-93) y parentesco con su rival priista,  ganaría el municipio.

#### Ayuntamiento de Torreón
|  | 46.78 % |

|  | 38.44 % |

|  | 5.94 % |

|  | 2.24 % |

|  | 2.24 % |

|  | 0.71 % |

|  | 3.20 % |

|  | 0.45 % |

|  | 0.00 % |

|  | 97.11 % |

|  | 2.89 % |

|  | 54.33 % |

|  | 45.67 % |

Los montemayoristas con el secretario de finanzas estatal, Antonio Juan Marcos Issa se enfrentaron a la nomenklatura municipal priista que no pudo evitar la imposición de Salomón Juan Marcos Issa hermano del secretario.  
Nativo del Distrito Federal, Jorge Zermeño Infante se convirtió en el primer alcalde de extracción panista en el municipio aprovechando la crisis interna en el tricolor.

#### Ayuntamiento de Monclova
|  | 60.55 % |

|  | 35.59 % |

|  | 2.22 % |

|  | 0.00 % |

|  | 1.00 % |

|  | 0.00 % |

|  | 0.34 % |

|  | 0.21 % |

|  | 0.10 % |

|  | 97.16 % |

|  | 2.84 % |

|  | 50.31 % |

|  | 49.69 % |

Benigno Gil de los Santos -secretario de CERTTUC una dependencia estatal- como candidato priista cayó ante el candidato del Partido Acción Nacional.

#### Ayuntamiento de Sabinas
|  | 21.26 % |

|  | 67.64 % |

|  | 3.45 % |

|  | 5.52 % |

|  | 2.13 % |

|  | 0.00 % |

|  | 0.00 % |

|  | 0.00 % |

|  | 0.00 % |

|  | 97.65 % |

|  | 2.35 % |

|  | 50.02 % |

|  | 49.98 % |

- Gonzalo Zertuche Garza  Hecho

#### Ayuntamiento de Piedras Negras
|  | 12.09 % |

|  | 65.19 % |

|  | 20.21 % |

|  | 0.00 % |

|  | 1.25 % |

|  | 0.38 % |

|  | 0.01 % |

|  | 0.86 % |

|  | 0.00 % |

|  | 98.13 % |

|  | 1.87 % |

|  | 53.41 % |

|  | 46.59 % |

#### Ayuntamiento de Abasolo
|  | 54.52 % |

|  | 45.48 % |

|  | 97.38 % |

|  | 2.62 % |

|  | 79.61 % |

|  | 20.39 % |

#### Ayuntamiento de Acuña
|  | 29.76 % |

|  | 48.70 % |

|  | 2.29 % |

|  | 2.52 % |

|  | 16.73 % |

|  | 97.54 % |

|  | 2.46 % |

|  | 50.13 % |

|  | 49.87 % |

#### Ayuntamiento de Ramos Arizpe
|  | 59.26 % |

|  | 30.23 % |

|  | 0.83 % |

|  | 6.41 % |

|  | 1.99 % |

|  | 0.62 % |

|  | 0.25 % |

|  | 0.00 % |

|  | 0.41 % |

|  | 96.72 % |

|  | 3.28 % |

|  | 59.63 % |

|  | 40.37 % |

El dos veces exalcalde además de exdiputado local y federal Erasmo Lopez Villarreal, ante la pérdida de registro del Partido Auténtico de la Revolución Mexicana apoyó la candidatura del Partido Acción Nacional logrando derrotar al priismo.

#### Ayuntamiento de Parras
|  | 5.40 % |

|  | 51.38 % |

|  | 39.60 % |

|  | 0.64 % |

|  | 0.93 % |

|  | 0.32 % |

|  | 1.57 % |

|  | 0.00 % |

|  | 0.15 % |

|  | 96.35 % |

|  | 3.65 % |

|  | 49.01 % |

|  | 50.99 % |

#### Ayuntamiento de Juárez
|  | 24.96 % |

|  | 75.04 % |

|  | 98.44 % |

|  | 1.56 % |

|  | 74.04 % |

|  | 25.96 % |

#### Ayuntamiento de Arteaga
|  | 19.19 % |

|  | 75.91 % |

|  | 0.80 % |

|  | 3.42 % |

|  | 0.00 % |

|  | 0.67 % |

|  | 0.00 % |

|  | 0.00 % |

|  | 0.00 % |

|  | 96.83 % |

|  | 3.17 % |

|  | 53.57 % |

|  | 46.43 % |

#### Ayuntamiento de San Juan de Sabinas
|  | 46.90 % |

|  | 53.10 % |

|  | 94.06 % |

|  | 5.94 % |

|  | 49.81 % |

|  | 50.19 % |

#### Ayuntamiento de Cuatrociénegas
|  | 46.35 % |

|  | 50.19 % |

|  | 3.17 % |

|  | 0.13 % |

|  | 0.00 % |

|  | 0.00 % |

|  | 0.00 % |

|  | 0.16 % |

|  | 0.00 % |

|  | 98.57 % |

|  | 1.43 % |

|  | 58.78 % |

|  | 41.22 % |

#### Ayuntamiento de Allende
|  | 42.03 % |

|  | 51.68 % |

|  | 6.29 % |

|  | 96.79 % |

|  | 3.21 % |

|  | 67.26 % |

|  | 32.74 % |

#### Ayuntamiento de Candela
|  | 49.88 % |

|  | 50.12 % |

|  | 98.77 % |

|  | 1.23 % |

|  | 79.30 % |

|  | 20.70 % |

#### Ayuntamiento de Castaños
|  | 12.71 % |

|  | 45.31 % |

|  | 41.97 % |

|  | 98.33 % |

|  | 1.67 % |

|  | 59.39 % |

|  | 40.61 % |

#### Ayuntamiento de Escobedo
|  | 35.86 % |

|  | 64.14 % |

|  | 97.57 % |

|  | 2.43 % |

|  | 70.37 % |

|  | 29.63 % |

#### Ayuntamiento de Francisco I. Madero
|  | 4.43 % |

|  | 51.71 % |

|  | 11.75 % |

|  | 28.90 % |

|  | 1.79 % |

|  | 0.46 % |

|  | 0.45 % |

|  | 0.00 % |

|  | 0.51 % |

|  | 97.58 % |

|  | 2.42 % |

|  | 58.29 % |

|  | 41.71 % |

#### Ayuntamiento de Frontera
|  | 38.86 % |

|  | 36.34 % |

|  | 13.43 % |

|  | 0.01 % |

|  | 9.86 % |

|  | 0.01 % |

|  | 0.56 % |

|  | 0.17 % |

|  | 0.75 % |

|  | 97.09 % |

|  | 2.91 % |

|  | 50.36 % |

|  | 49.64 % |

#### Ayuntamiento de Guerrero
|  | 47.24 % |

|  | 52.76 % |

|  | 97.20 % |

|  | 2.80 % |

|  | 76.06 % |

|  | 23.94 % |

#### Ayuntamiento de Hidalgo
|  | 100.00 % |

|  | 89.08 % |

|  | 10.92 % |

|  | 60.10 % |

|  | 39.90 % |

#### Ayuntamiento de Jiménez
|  | 67.37 % |

|  | 32.63 % |

|  | 95.38 % |

|  | 4.62 % |

|  | 56.85 % |

|  | 43.15 % |

#### Ayuntamiento de Juárez
|  | 24.96 % |

|  | 75.04 % |

|  | 98.44 % |

|  | 1.56 % |

|  | 74.04 % |

|  | 25.96 % |

#### Ayuntamiento de Lamadrid
|  | 36.75 % |

|  | 57.76 % |

|  | 5.49 % |

|  | 98.13 % |

|  | 1.87 % |

|  | 68.98 % |

|  | 31.02 % |

#### Ayuntamiento de Matamoros
|  | 24.75 % |

|  | 54.27 % |

|  | 12.91 % |

|  | 1.60 % |

|  | 3.45 % |

|  | 0.52 % |

|  | 1.91 % |

|  | 0.25 % |

|  | 0.33 % |

|  | 97.48 % |

|  | 2.52 % |

|  | 53.59 % |

|  | 46.41 % |

#### Ayuntamiento de Morelos
|  | 43.17 % |

|  | 56.83 % |

|  | 98.58 % |

|  | 1.42 % |

|  | 69.64 % |

|  | 30.36 % |

#### Ayuntamiento de Muzquiz
|  | 41.74 % |

|  | 54.07 % |

|  | 1.14 % |

|  | 0.52 % |

|  | 2.51 % |

|  | 0.00 % |

|  | 0.00 % |

|  | 0.00 % |

|  | 0.02 % |

|  | 97.85 % |

|  | 2.15 % |

|  | 51.34 % |

|  | 48.66 % |

#### Ayuntamiento de Nadadores
|  | 8.90 % |

|  | 80.01 % |

|  | 7.15 % |

|  | 0.00 % |

|  | 2.40 % |

|  | 0.00 % |

|  | 1.53 % |

|  | 0.00 % |

|  | 0.00 % |

|  | 95.86 % |

|  | 4.14 % |

|  | 55.80 % |

|  | 44.20 % |

#### Ayuntamiento de Nava
|  | 18.87 % |

|  | 80.00 % |

|  | 1.12 % |

|  | 0.00 % |

|  | 0.00 % |

|  | 0.00 % |

|  | 0.00 % |

|  | 0.00 % |

|  | 98.79 % |

|  | 1.21 % |

|  | 57.87 % |

|  | 42.13 % |

#### Ayuntamiento de Progreso
|  | 44.29 % |

|  | 53.65 % |

|  | 2.06 % |

|  | 98.51 % |

|  | 1.49 % |

|  | 62.88 % |

|  | 37.12 % |

#### Ayuntamiento de Sacramento
|  | 9.32 % |

|  | 64.50 % |

|  | 26.18 % |

|  | 99.30 % |

|  | 0.70 % |

|  | 73.18 % |

|  | 26.82 % |

#### Ayuntamiento de San Buenaventura
|  | 62.71 % |

|  | 35.80 % |

|  | 0.49 % |

|  | 0.87 % |

|  | 0.12 % |

|  | 98.58 % |

|  | 1.42 % |

|  | 60.95 % |

|  | 39.05 % |

#### Ayuntamiento de San Pedro de las Colonias
|  | 11.55 % |

|  | 49.25 % |

|  | 34.33 % |

|  | 1.46 % |

|  | 0.85 % |

|  | 1.67 % |

|  | 0.53 % |

|  | 0.37 % |

|  | 94.44 % |

|  | 5.56 % |

|  | 53.55 % |

|  | 46.45 % |

#### Ayuntamiento de Sierra Mojada
|  | 18.93 % |

|  | 72.10 % |

|  | 8.96 % |

|  | 95.11 % |

|  | 4.89 % |

|  | 38.28 % |

|  | 61.72 % |

#### Ayuntamiento de Viesca
|  | 4.01 % |

|  | 61.22 % |

|  | 32.74 % |

|  | 1.00 % |

|  | 0.02 % |

|  | 0.37 % |

|  | 0.38 % |

|  | 0.26 % |

|  | 98.32 % |

|  | 1.68 % |

|  | 59.26 % |

|  | 40.74 % |

#### Ayuntamiento de Villa Unión
|  | 54.39 % |

|  | 45.61 % |

|  | 98.23 % |

|  | 1.77 % |

|  | 71.01 % |

|  | 28.99 % |

#### Ayuntamiento de Zaragoza
|  | 56.06 % |

|  | 43.94 % |

|  | 97.06 % |

|  | 2.94 % |

|  | 68.53 % |

|  | 31.47 % |

## Diputados
|  | 34.94 % |

|  | 44.89 % |

|  | 8.68 % |

|  | 3.27 % |

|  | 3.33 % |

|  | 0.63 % |

|  | 1.14 % |

|  | 0.36 % |

|  | 0.19 % |

|  | 97.43 % |

|  | 2.57 % |

|  | 52.69 % |

|  | 47.31 % |

### 1.° distrito. Saltillo
|  | 43.80 % |

|  | 40.12 % |

|  | 7.58 % |

|  | 4.30 % |

|  | 1.69 % |

|  | 1.24 % |

|  | 0.36 % |

|  | 0.54 % |

|  | 0.38 % |

|  | 98.20 % |

|  | 1.80 % |

|  | 52.45 % |

|  | 47.55 % |

### 2.° distrito. Saltillo
|  | 41.82 % |

|  | 40.59 % |

|  | 4.70 % |

|  | 8.51 % |

|  | 2.17 % |

|  | 1.31 % |

|  | 0.36 % |

|  | 0.31 % |

|  | 0.22 % |

|  | 98.21 % |

|  | 1.79 % |

|  | 49.60 % |

|  | 50.40 % |

### 3.° distrito. Saltillo
|  | 40.20 % |

|  | 41.36 % |

|  | 5.39 % |

|  | 8.76 % |

|  | 1.70 % |

|  | 1.08 % |

|  | 0.48 % |

|  | 0.65 % |

|  | 0.38 % |

|  | 98.14 % |

|  | 1.86 % |

|  | 46.25 % |

|  | 53.75 % |

### 4.° distrito. Saltillo
|  | 39.00 % |

|  | 44.74 % |

|  | 6.79 % |

|  | 5.21 % |

|  | 1.72 % |

|  | 1.11 % |

|  | 0.65 % |

|  | 0.59 % |

|  | 0.20 % |

|  | 97.47 % |

|  | 2.53 % |

|  | 47.04 % |

|  | 52.96 % |

### 5.° distrito. Parras
|  | 28.69 % |

|  | 51.28 % |

|  | 12.54 % |

|  | 3.89 % |

|  | 1.72 % |

|  | 0.66 % |

|  | 0.72 % |

|  | 0.28 % |

|  | 0.22 % |

|  | 95.34 % |

|  | 4.66 % |

|  | 52.08 % |

|  | 47.92 % |

### 6.° distrito. Matamoros
|  | 24.93 % |

|  | 54.46 % |

|  | 13.52 % |

|  | 1.06 % |

|  | 2.71 % |

|  | 0.59 % |

|  | 2.05 % |

|  | 0.27 % |

|  | 0.42 % |

|  | 97.42 % |

|  | 2.58 % |

|  | 53.45 % |

|  | 46.55 % |

### 7.° distrito. Torreón
|  | 44.96 % |

|  | 38.80 % |

|  | 4.86 % |

|  | 2.33 % |

|  | 4.03 % |

|  | 0.71 % |

|  | 3.77 % |

|  | 0.48 % |

|  | 0.06 % |

|  | 97.86 % |

|  | 2.14 % |

|  | 53.06 % |

|  | 46.94 % |

### 8.° distrito. Torreón
|  | 46.78 % |

|  | 40.80 % |

|  | 4.62 % |

|  | 1.61 % |

|  | 3.01 % |

|  | 0.89 % |

|  | 1.80 % |

|  | 0.38 % |

|  | 0.12 % |

|  | 98.20 % |

|  | 1.80 % |

|  | 56.84 % |

|  | 43.16 % |

### 9.° distrito. Torreón
|  | 47.35 % |

|  | 37.58 % |

|  | 6.39 % |

|  | 2.01 % |

|  | 1.87 % |

|  | 0.73 % |

|  | 3.09 % |

|  | 0.85 % |

|  | 0.13 % |

|  | 97.79 % |

|  | 2.21 % |

|  | 55.29 % |

|  | 44.71 % |

### 10.° distrito. Torreón
|  | 47.07 % |

|  | 35.57 % |

|  | 6.69 % |

|  | 3.10 % |

|  | 3.49 % |

|  | 0.73 % |

|  | 2.81 % |

|  | 0.43 % |

|  | 0.10 % |

|  | 96.94 % |

|  | 3.06 % |

|  | 55.34 % |

|  | 44.66 % |

### 11.° distrito. Torreón
|  | 40.36 % |

|  | 41.61 % |

|  | 7.67 % |

|  | 2.60 % |

|  | 1.64 % |

|  | 0.67 % |

|  | 4.98 % |

|  | 0.42 % |

|  | 0.05 % |

|  | 97.02 % |

|  | 2.98 % |

|  | 52.94 % |

|  | 47.06 % |

### 12.° distrito. Francisco I. Madero
|  | 6.55 % |

|  | 53.55 % |

|  | 16.97 % |

|  | 18.60 % |

|  | 2.97 % |

|  | 0.50 % |

|  | 0.46 % |

|  | 0.10 % |

|  | 0.30 % |

|  | 97.63 % |

|  | 2.37 % |

|  | 58.43 % |

|  | 41.57 % |

### 13.° distrito. San Pedro de las Colonias
|  | 11.76 % |

|  | 48.24 % |

|  | 34.42 % |

|  | 1.54 % |

|  | 1.19 % |

|  | 1.81 % |

|  | 0.63 % |

|  | 0.36 % |

|  | 0.07 % |

|  | 97.13 % |

|  | 2.87 % |

|  | 52.17 % |

|  | 47.83 % |

### 14.° distrito. Frontera
|  | 31.15 % |

|  | 39.14 % |

|  | 18.83 % |

|  | 0.13 % |

|  | 9.48 % |

|  | 0.15 % |

|  | 0.46 % |

|  | 0.13 % |

|  | 0.54 % |

|  | 97.70 % |

|  | 2.30 % |

|  | 52.93 % |

|  | 47.07 % |

### 15.° distrito. Monclova
|  | 47.11 % |

|  | 43.18 % |

|  | 6.25 % |

|  | 0.21 % |

|  | 2.45 % |

|  | 0.20 % |

|  | 0.24 % |

|  | 0.26 % |

|  | 0.11 % |

|  | 97.59 % |

|  | 2.41 % |

|  | 53.14 % |

|  | 46.86 % |

### 16.° distrito. Monclova
|  | 55.12 % |

|  | 38.41 % |

|  | 3.08 % |

|  | 0.18 % |

|  | 2.31 % |

|  | 0.20 % |

|  | 0.19 % |

|  | 0.35 % |

|  | 0.15 % |

|  | 98.01 % |

|  | 1.99 % |

|  | 50.20 % |

|  | 49.80 % |

### 17.° distrito. Sabinas
|  | 29.56 % |

|  | 62.76 % |

|  | 3.59 % |

|  | 2.98 % |

|  | 0.79 % |

|  | 0.20 % |

|  | 0.12 % |

|  | 96.96 % |

|  | 3.04 % |

|  | 58.09 % |

|  | 41.91 % |

### 18.° distrito. Muzquiz
|  | 40.14 % |

|  | 55.35 % |

|  | 1.68 % |

|  | 2.71 % |

|  | 0.12 % |

|  | 96.35 % |

|  | 3.65 % |

|  | 50.63 % |

|  | 49.37 % |

### 19.° distrito. Acuña
|  | 21.47 % |

|  | 53.48 % |

|  | 1.43 % |

|  | 2.77 % |

|  | 20.55 % |

|  | 0.13 % |

|  | 0.10 % |

|  | 0.06 % |

|  | 96.96 % |

|  | 3.04 % |

|  | 54.37 % |

|  | 45.63 % |

### 20.° distrito. Piedras Negras
|  | 16.26 % |

|  | 63.27 % |

|  | 17.83 % |

|  | 0.27 % |

|  | 0.97 % |

|  | 0.38 % |

|  | 0.76 % |

|  | 0.24 % |

|  | 97.95 % |

|  | 2.05 % |

|  | 53.34 % |

|  | 46.66 % |

### Diputados Electos a la LIV Legislatura
| Distrito        | Candidato electo                   |
| --------------- | ---------------------------------- |
| I               | Jorge Arturo Rosales Talamás       |
| II              | Rafael Rico González               |
| III             | Tereso Medina Ramírez              |
| IV              | Guadalupe Sergio Resendiz Boone    |
| V               | Fernando Orozco Cortés             |
| VI              | Raúl Onofre Contreras              |
| VII             | Raúl Zapico Escarcega              |
| VIII            | Pedro Luis Bernal Espinoza         |
| IX              | Guillermo Anaya Llamas             |
| X               | Ignacio Corona Rodríguez           |
| XI              | Salvador Hernández Vélez           |
| XII             | Edelmiro Ascension Luna Luna       |
| XIII            | Jesus Segura Flores                |
| XIV             | Yasmin Aida Garcia Flores          |
| XV              | Jesus Carlos Pizaña Romo           |
| XVI             | Ricardo Alfonso Maldonado Escobedo |
| XVII            | Mayela Hernandez Valdez            |
| XVIII           | Jesus Pader Villarreal             |
| XIX             | Jose Enrique Campos Aragón         |
| XX              | Irma Elizondo Ramirez              |
| Plurinominal 1  | Trinidad Morales Vargas            |
| Plurinominal 2  | José Guadalupe Céspedes Casas      |
| Plurinominal 3  | Evaristo Perez Arreola             |
| Plurinominal 4  | Jose Ángel Chávez Vargas           |
| Plurinominal 5  | Francisco Navarro Montenegro       |
| Plurinominal 6  | Abundio Ramírez Vázquez            |
| Plurinominal 7  | Jorge de la Peña Quintero          |
| Plurinominal 8  | Jesús López Piña                   |
| Plurinominal 9  | Roberto Garza Garza                |
| Plurinominal 10 | Yolanda del Villar Roel            |
| Plurinominal 11 | Antonio Berchelman Arizpe          |
| Plurinominal 12 | Alfonso Martínez Pimentel          |